# Boonie Bears: To the Rescue
Boonie Bears: To the Rescue è un film del 2014 che si basa sulla serie per bambini Boonie Bears.